# Gringo

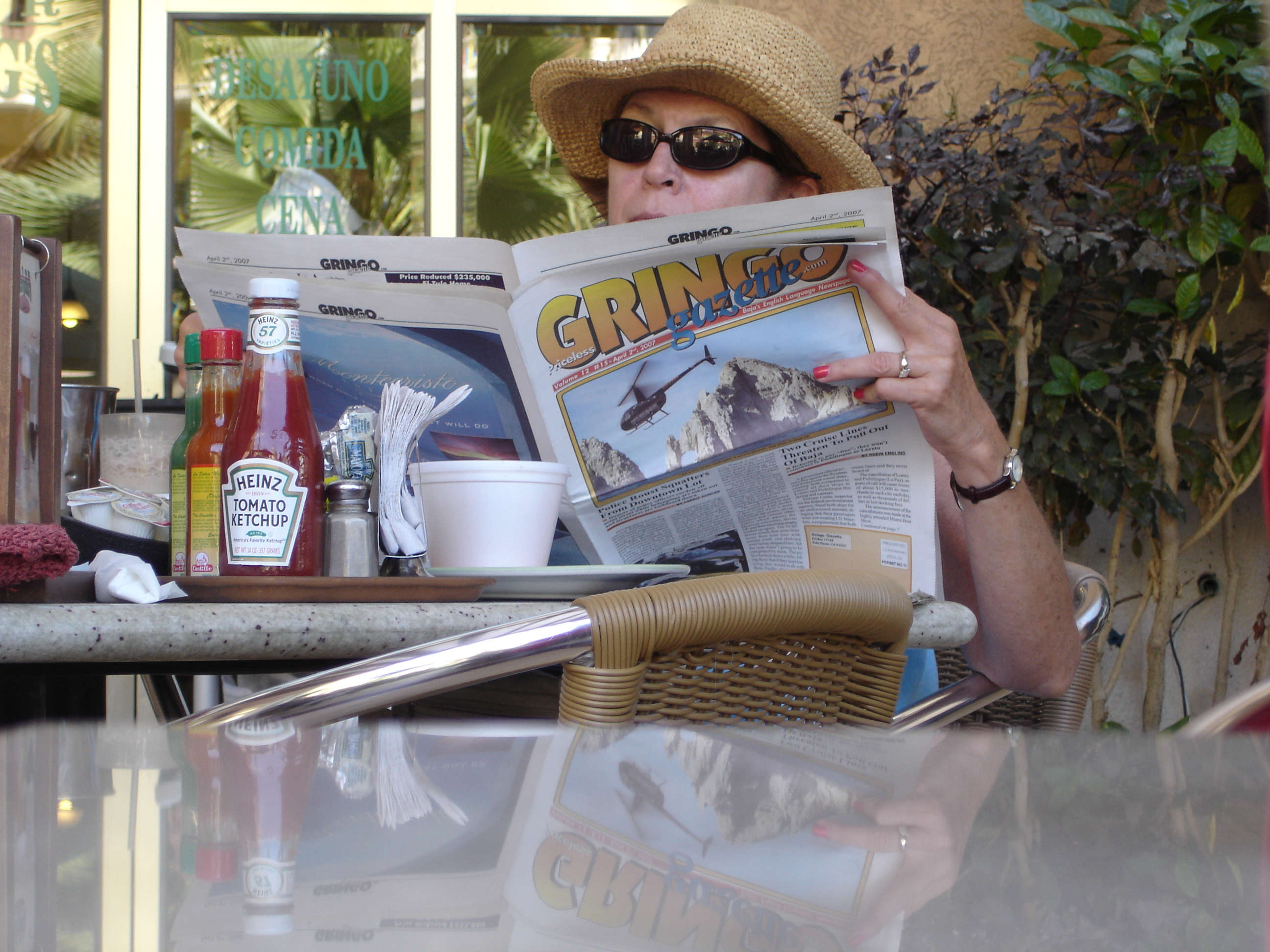
Una dona llegeix la revista anglesa Gringo a Baja California Sur, a Mèxic

Gringo és un terme usat regionalment en alguns països hispanoamericans i al Brasil per fer referència a aquells parlants de llengües europees considerades inintel·ligibles per al parlant hispà. El terme s'ha referit segons l'època i regions a ciutadans de diferents països occidentals no pertanyents a l'àrea cultural ibèrica.

## Història i usos
De l'escriptor argentí José Hernández, escriptor del Martín Fierro de 1879, es rescaten diverses cites al gringo com un estranger:
| « | Allí un gringo con un órgano, y una mona que bailaba, haciéndonos reír estaba, cuanto le tocó el arreo, y tan grande el gringo y tan feo, ¡lo viera cómo lloraba! | » |

En la majoria dels països hispanoamericans, el terme s'aplica exclusivament als estatunidencs, però hi ha diverses excepcions. Fins i tot, en l'anglès nord-americà és dit col·loquialment anglés gringo o simplement gringo.
A Xile el terme gringo designa col·loquialment, en termes molt amplis, els parlants d'anglès, alemany o algun idioma nòrdic. Mai s'aplica a italians, espanyols o portuguesos, i en ocasions molt rares a francesos o uns altres centreeuropeus. També s'aplica als eslaus, com croats (dels quals existeix una nombrosa descendència) o russos, en general a les persones blanques i rosses o que siguen de l'Europa septentrional o oriental que parlen l'idioma amb accent europeu i que siguen rossos. En canvi, el neologisme "gringolandia" es refereix només als Estats Units. Normalment la paraula no té una càrrega despectiva, com en general sí que la té "ianqui"; encara que això varia segons el context.
A l'Argentina i l'Uruguai, la paraula "gringo" s'utilitza sobretot per a fer referència als immigrants europeus que van arribar en grans quantitats a eixos països durant els segles XIX i XX, així com per a referir-se a la gent del camp, lloc que va ser poblat en gran part per aquests immigrants (per exemple, la "pampa gringa"). El vocable més usual per a referir-se a alguna persona de nacionalitat estatunidenca és el terme "ianqui".
A Brasil, el vocable "gringo" s'aplica a qualsevol estranger, sense importar la seua nacionalitat, per la qual cosa és freqüent que un mexicà, uruguaià o en general hispanoamericà se sorprenga quan és qualificat com a gringo en el llenguatge col·loquial brasiler. Curiosament, a Brasil la paraula gringo va ser presa de la zona del riu d'Argent, on el terme mai s'aplicava als portuguesos o brasilers, per considerar-se el seu llenguatge intel·ligible.
A Cuba s'ha usat com a sinònim despectiu de "nord-americà", principalment en èpoques passades. Des dels anys setanta s'utilitza més la paraula ianqui, i en la població comuna s'empra la paraula yuma. Abans la paraula «gringo» servia per a espantar els xiquets: «Dorm, que ací ve el gringo», i en la població camperola se solia transformar la paraula en «gríngalo». Aquest gentilici despectiu va poder referir-se també a qualsevol estranger, ja que eren freqüents els immigrants de qualsevol nació distribuïts en nombroses colònies per a treballar els camps de canya durant les safres sucrereres.